# Don Talarico
Don Talarico es una serie de historieta cómica creada por Juan López Fernández alias "Jan" para la revista "Strong" en 1970.

## Trayectoria editorial
Esta serie de Jan surgió, en una primera versión y con el título de Don Viriato en la revista "Din Dan" de Editorial Bruguera en 1970. Se publicó el mismo año que otra serie humorística que desmitificaba la Reconquista: Ramón, creada por Ivá para el semanario en catalán "L'Infantil".
Con su título definitivo de Don Talarico, volvió a aparecer en los números 66, 70, 73, 78, 81, 86 y 90 de "Strong", de la editorial Argos, la cual editó también un álbum del personaje en enero de 1971. Debido al cierre de la editorial, quedó inédito otro álbum titulado El Castillo Encantado, cuyos originales se extraviaron.
Jan recuperó el personaje como "El Cavaller Roderic" y en su serie Lucas y Silvio para los números 159 y 163 de la revista en catalán "En Patufet", respectivamente. En 1973, la revista teórica "Bang! reeditó en su número 9 la historieta del extra de verano de "Strong".
En 2012, Amaníaco Ediciones la reeditó en un álbum de tapa dura de 48 páginas, con prólogo de Antonio Martín.

## Argumento
"Don Talarico" es una crítica de la visión franquista de la Reconquista al mismo tiempo que un homenaje a El Guerrero del Antifaz de Manuel Gago. En ella, se equiparan los valores de moros y cristianos, mostrándose el materialismo de los soldados de ambos bandos. Su lenguaje es cómicamente macarrónico. Estas son sus historietas:
| Número | Sinopsis | Núm. de páginas | Publicación                                        | Fecha   | Comentario                                                                 |
| ------ | --- | --------------- | -------------------------------------------------- | ------- | -------------------------------------------------------------------------- |
|        | Con la intención de realizar una gran hazaña por la que su rey le conceda un escudo de armas, Don Talarico acude al rescate de una doncella cristiana presa en el castillo de Papastrato, que acaban de tomar los moros. Habiendo llegado a la torre donde la encierran tras una feroz batalla, comprueba su fealdad y opta por dejarse prender él mismo. Sólo escapa de su celda cuando el rey cristiano Cacharro III empieza a sitiar el castillo y tiene así la oportunidad de realizar otra hazaña. | 4               | Strong 86                                          |         |                                                                            |
|        | Cual Don Quijote, Don Talarico enloquece por la lectura compulsiva de los cuadernos de "El Guerrero del Mastifaz", y creyéndose tal personaje, sale al campo en pos de Ali-Kan. Tras ser apaleado un par de veces, tropieza con un campesino que lee un número de "Strong" y, tras aficionarse a este semanario, vuelve a imaginarse que es él mismo. | 4               | Strong extra de verano Reeditado en "Bang!" núm. 9 | 06/1971 | Con la cartela "Dedicado a Manuel Gago y a su Guerrero de mis años chicos" |
|        | |                 | En Patufet 159                                     |         |                                                                            |